# Sansar
Sansar est l'adaptation en langue punjabi du mot « samsara », mot issu du sanskrit, et, qui définit le courant des renaissances successives pour certaines religions orientales .